# Sophie Morgenstern
Pour les articles homonymes, voir Morgenstern.
Sophie Morgenstern, née Kabacznik le 1er avril 1875 à Grodno (Empire russe) et morte le 13 juin 1940 à Paris, est une psychiatre et psychanalyste, pionnière de la psychanalyse de l'enfance en France.

## Biographie
Née en Pologne dans une famille d'origine juive, elle effectue ses études de médecine à Zurich à partir de 1906. Elle soutient en 1912 une thèse de médecine intitulée Sur quelques éléments minéraux des glandes thyroïdes. Elle est médecin assistant à partir de 1915 à la clinique du Burghölzli dirigée par Eugen Bleuler puis s'installe en France vers 1924. Elle est analysée par Eugénie Sokolnicka, première femme psychanalyste en France. À partir de 1925, elle travaille bénévolement à la clinique annexe de neuropsychiatrie infantile, dirigée par Georges Heuyer. Elle initie et forme Serge Lebovici et surtout Françoise Dolto à la psychanalyse des enfants. Pionnière de la psychanalyse des enfants en France, elle prend position pour Anna Freud dans le conflit d'idées qui oppose celle-ci à Melanie Klein, considérant que l'analyse doit être réservée aux enfants névrosés. Elle utilise le dessin dans son travail avec les enfants, et théorise cette utilisation dès sa première publication, en 1927, de l'article « Un cas de mutisme psychogène », ainsi que la libre association et le rêve avec les enfants plus âgés. Elle épouse Abraham Morgenstern dont elle reste veuve, avec une fille, qui meurt des suites d'une intervention chirurgicale, sans doute en 1937.
Sophie Morgenstern se suicide le 13 juin 1940, la veille de l'entrée des nazis dans Paris. Les témoignages mettent en lien son geste et sa douleur de la disparition de sa fille, « bien peu parlent à ce moment de sa condition d'émigrée juive ».

## Publications
- « Un cas de mutisme psychogène », Revue française de psychanalyse, 1927, no 1 (3), p. 492-504.
- « La psychanalyse infantile et son rôle dans l'hygiène mentale », Revue française de psychanalyse, 1930, no 4 (1), p. 136-162
- « Quelques aperçus sur l'expression du sentiment de culpabilité dans les rêves des enfants », Revue française de psychanalyse, 1933, no 6 (2), p. 155-174.
- « La pensée magique chez l'enfant », Revue française de psychanalyse, 1934, vol. VII, no 1, p. 99-115, sur histoiredelafolie.fr, [lire en ligne]
- « Les bourreaux domestiques », L'Évolution psychiatrique, 1934, no 4, p. 39-58.
- Psychanalyse infantile (symbolisme et valeur clinique des créations imaginatives chez l'enfant), Paris, Denoël, 1937.
- « Contribution au problème de l'hystérie chez l'enfant », in L'Évolution psychiatrique , 1937, no 7, p. 3-33.
- « Le symbolisme et la valeur psychanalytique des dessins infantiles », in Revue française de psychanalyse, 1939, no 11 (1), p. 39-48.
- Œuvres complètes, vol. 1-3: Psychanalyse infantile; La structure de la personnalité et ses déviations; Articles et contributions à la Revue française de psychanalyse, Paris, Tchou/Bibliothèque des Introuvables, 2004  (ISBN 2845751168)  (ISBN 2845751176)